# PGC 68420
LEDA/PGC 68420 ist eine Spiralgalaxie vom Hubble-Typ Scd im Sternbild Pegasus nördlich der Ekliptik, die schätzungsweise 72 Millionen Lichtjahre von der Milchstraße entfernt ist. Gemeinsam mit NGC 7241 bildet sie ein gravitativ gebundenes Galaxienpaar.